# Бигар
Бигар, сига или седра, је хемијска седиментна стена и припада групи карбонатних стена. Настаје око хладних извора. Карактеристичан је због тога што је шупљикав.
Бигар је мономинерална стена, што значи да је изграђен од само једног минерала, калцита. Структура му је криптокристаласта, док је његова текстура шупљикава. Када је компактан и тракасте грађе, назива се травертин. Травертин су Етрурци и Римљани вадили у околини Тиволија и њиме су саграђени главни римски споменици.
Настаје око хладних извора, излучивањем калцијум-карбоната из засићеног воденог раствора калцијумхидроген-карбоната. То се дешава на местима где водени ток губи кинетичку енергију, или због неке препреке, или због смањења нагиба. Шупљикава текстура јавља се због тога што се калцит таложи око биљака, а након њиховог изумирања заостају шупљине. Према месту постанка, бигар може бити:
- језерски,
- речни,
- изворски.